# Thomas Lebas
Thomas Lebas (Pau, 14 de desembre de 1985) és un ciclista francès, professional des del 2012 i actualment a l'equip Kinan Cycling Team. Els seus millors resultats els ha obtingut en proves del calendari de l'UCI Àsia Tour i de l'UCI Àfrica Tour.

## Palmarès
- 2008
  - Vencedor d'una etapa a la Volta a Tarragona
- 2009
  - 3r de la Volta a Navarra
- 2010
  - 1r al Tour de Lot-et-Garonne
- 2011
  - 1r al Circuit de Saône-et-Loire
  - 1r al Gran Premi del Pays d'Aix
- 2013
  - 1r a la Volta a Hokkaidō i vencedor d'una etapa
- 2014
  - 1r al Tour de Sétif
  - Vencedor d'una etapa al Tour de Constantina
  - Vencedor d'una etapa al Tour de Guadalupe
- 2015
  - 1r al Tour de les Filipines
  - Vencedor d'una etapa al Tour de Guadalupe
- 2017
  - 1r al Tour de Flores i vencedor d'una etapa
  - Vencedor d'una etapa al Tour de Kumano
- 2018
  - Vencedor d'una etapa al Volta al Japó
- 2019
  - 1r a la Volta a Indonèsia
  - Vencedor d'una etapa al Tour de Kumano
  - Vencedor d'una etapa al Tour de l'Ijen